# Лупаново (Московская область)
Лупаново — деревня в Дмитровском районе Московской области, в составе городского поселения Икша. Население — 96 чел. (2010). До 2006 года Лупаново входило в состав Белорастовского сельского округа.

## Расположение
Деревня расположена в юго-западой части района, примерно в 18 км юго-западнее Дмитрова, у истоков малой речки Базаровка, высота центра над уровнем моря 224 м. Ближайшие населённые пункты — Зараменье на юге и Спас-Каменка с Тефаново — на востоке.

## Население
| 2002 | 2006 | 2010 |
| ---- | ---- | ---- |
| 46   | ↘20  | ↗96  |